# Contralto
| Tipo de Voz  | Tipo de Voz |
| Feminino     | Masculino   |
| ------------ | ----------- |
| Soprano      | Tenor       |
| Meio-soprano | Barítono    |
| Contralto    | Baixo       |

Contralto é o tipo de voz feminina mais baixo e pesado, com a mais grave tessitura e também a mais rara. O alcance vocal da contralto cai entre tenor e mezzo-soprano, normalmente do F3 para o Fá5, embora nos extremos algumas vozes podem chegar de um Lá2 para um Dó6, um ótimo exemplo legitimo dessa voz  é a contralto Polonesa Ewa Podleś que emite do  Lá2 para um Ré#6. Tem um timbre robusto e vigoroso. Sua extensão aguda é muito escura e "entubada" o registro grave é cavernoso e possui fácil agilidade. Não tem muita divisão interna por timbre, e raramente canta papéis em óperas, a maioria dos papéis são distribuídos aos mezzo-sopranos, que mesmo possuindo um bom registro grave em voz de peito possuem um registro mais similar aos sopranos e não apresentam a mesma coloração profunda e escura marcada pela potência e agilidade nesse tipo de voz.
Cantoras contraltos de óperas são raras e a literatura operística contém alguns papéis escritos especificamente para elas. Contraltos, por vezes, são atribuídos a papéis femininos como Angelina em La Cenerentola, Rosina em O Barbeiro de Sevilha, Isabella em L'italiana in Algeri e Olga em Eugene Onegin, frequentemente interpretando vilãs, bruxas, velhas ou papéis de in travestir, originalmente escritos para castrati.
Uma famosa cantora de ópera com uma voz de contralto foi a lendária Marian Anderson. Outra no início do século XX foi estrela de ópera austríaca, Ernestine Schumann-Heink.

## Tipos de contralto
Classificação no sistema alemão Fach, para óperas:
- Contralto coloratura: Voz brilhosa, ágil, que vai muito elevado para a sua classificação, alta sustentação de notas e atipicamente, extensa coloratura. Se especializam em passagens floridas e saltos. Dados os desvios das normas da classificação, este tipo de voz é bastante raro. Pode ter o extenso registro vocal, com uma tessitura que se extende do F3 para o B5, algumas conseguem cantar até mesmo um C6. Possui um timbre forte e profundo em suas notas graves, e estridente, e geralmente metálico em suas notas altas.[carece de fontes?]

- Contralto lírico: É mais leve do que um contralto dramático, mas não é capaz da ornamentação e dos saltos de um contralto coloratura. Esta classe de contralto, mais leve no timbre do que os outros, é o mais comum hoje em dia e, geralmente, sua tessitura varia do F3 ou F#3 para o F5 ou F#5. Possui um timbre mais aveludado, mais rico e menos metalico, se comparado com a contralto dramático, além de uma maior facilidade nas notas altas.[carece de fontes?]

- Contralto dramático: A voz mais dramática, profunda, escura e pesada de contralto, tendo geralmente mais poder do que os outros. Cantoras nesta classe, como as contraltos de coloratura, são raras. Normalmente sua tessitura abrange desde o D3 ou E3 para o D5 ou E5.[carece de fontes?]

## Papéis operísticos
- Angelina*, La Cenerentola (Rossini)
- Art Banker, Facing Goya (Nyman)
- Auntie*, Peter Grimes (Britten)
- Azucena*, Il trovatore (Verdi)
- The Baroness, Vanessa (Barber)
- La Cieca, La Gioconda (Ponchielli)
- Cornelia Giulio Cesare (Handel)
- A Condessa*, Dama de Espadas (Tchaikovski)
- Didone, Egisto (Cavalli)
- Erda, Das Rheingold, Siegfried (Wagner)
- Madame Flora, The Medium (Menotti)
- Fides, Le prophète (Meyerbeer)
- Florence, Albert Herring (Britten)
- Isabella*, L'italiana in Algeri (Rossini)
- Katisha, The Mikado (Gilbert and Sullivan)
- Klytemnestra*, Elektra (Richard Strauss)
- Lel, A Donzela da Neve (Rimsky-Korsakov)
- Litle Buttercup, H.M.S. Pinafore (Gilbert and Sullivan)
- Lucretia, The Rape of Lucretia (Britten)
- Maddalena*, Rigoletto (Verdi)
- Magdelone, Maskarade (Nielsen)
- Mama Lucia, Cavalleria rusticana (Mascagni)
- Malcolm*, La donna del lago (Rossini)
- Margret, Wozzeck (Berg)
- Maria, Porgy and Bess (Gershwin)
- The Marquise of Birkenfeld, La fille du régiment (Donizetti)
- Marthe, Faust (Gounoud)
- Mary, Der fliegende Holländer (Wagner)
- Mother, The Consul (Menotti)
- Mother Goose, The Rake's Progress (Stravinsky)
- Mrs Quickly, Falstaff (Verdi)
- Norn, Götterdämmerung (Wagner)
- Olga*, Eugene Onegin (Tchaikovsky)
- Orfeo, Orfeu e Eurídice (Gluck)
- Orsini, Lucrezia Borgia (Donizetti)
- Pauline, Pikovaya Dama (Tchaikovsky)
- La Principessa, Suor Angelica (Puccini)
- Ratmir, Ruslan and Lyudmila (Glinka)
- Rosina*, The Barber of Seville (Rossini)
- Rosmira/Eurimene*, Partenope (Handel)
- Ruth, The Pirates of Penzance (Gilbert and Sullivan)
- Smeaton, Anna Bolena (Donizetti)
- Sosostris, The Midsummer Marriage (Tippett)
- Stella,  What Next? (Carter)
- Tancredi, Tancredi (Rossini)
- Ulrica, Un ballo in maschera (Verdi)
- Widow Begbick*, Rise and Fall of the City of Mahagonny (Weill)
- 3rd Woodsprite, Rusalka (Dvořák)

* indicada um papel também cantado por mezzo-soprano.
ObservaçõesO termo contralto foi desenvolvido em relação as vozes clássicas e operísticas, em que a classificação se baseia não apenas na escala vocal da cantora, mas também sobre a tessitura e timbre da voz. Para cantores clássicos e de ópera, seu tipo de voz determina os papéis que irão cantar e é o principal método de categorização. Na música não-clássica, os cantores são principalmente definidos por seu gênero e não o seu alcance vocal. Quando a termos soprano, mezzo-soprano, contralto, contratenor, tenor, barítono e baixo são usados como descritores de vozes não-clássicas, eles são aplicados mais livremente do que seriam para aqueles de cantores clássicos e geralmente referem-se apenas ao alcance vocal percebida do cantor.